# Visconde de Mangualde
Visconde de Mangualde é um título nobiliárquico criado por D. Carlos I de Portugal, por Decreto de 23 de Abril de 1891, em favor de Francisco de Almeida Cardoso e Albuquerque, depois 1.° Conde de Mangualde.
Titulares
1. Francisco de Almeida Cardoso e Albuquerque, 1.° Visconde e 1.° Conde de Mangualde.